# Pentaphragma decurrens
Pentaphragma decurrens är en tvåhjärtbladig växtart som beskrevs av Airy Shaw. Pentaphragma decurrens ingår i släktet Pentaphragma och familjen Pentaphragmataceae. Inga underarter finns listade i Catalogue of Life.